# Dearthrus stebbinsi
Dearthrus stebbinsi är en skalbaggsart som beskrevs av William James Beal 1954. Dearthrus stebbinsi ingår i släktet Dearthrus och familjen ängrar. Inga underarter finns listade i Catalogue of Life.